# Ögedei Khan

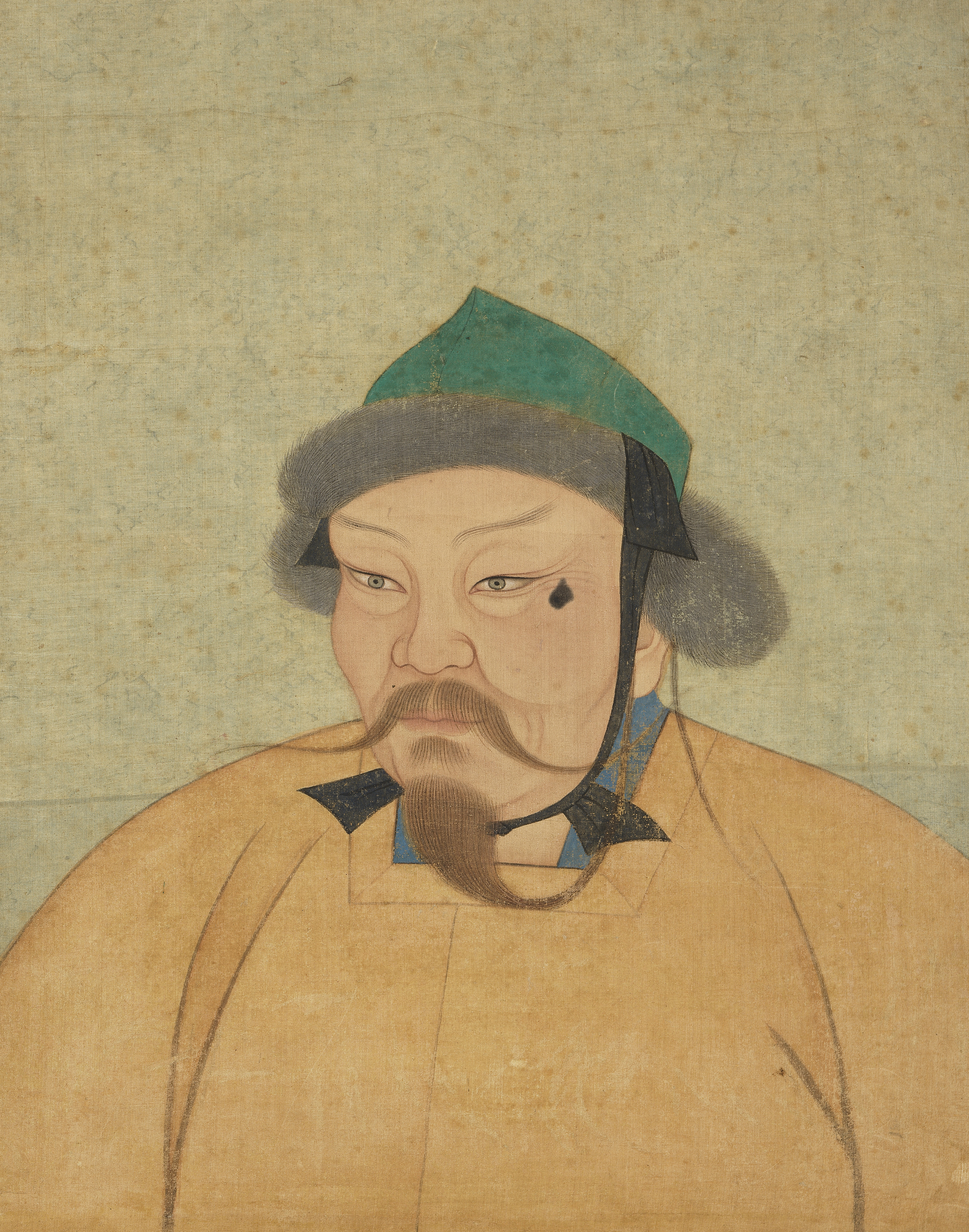
Ögedei Khan (Bildnis aus dem 14. Jahrhundert)

Ögedei Khan (mongolisch ᠥᠭᠡᠳᠡᠢ ᠬᠠᠭᠠᠨ, heute meist Өгэдэй Хаан Ögedei khaan; * 1186 oder 1189; † 11. Dezember 1241), auch ᠥᠭᠦᠳᠡᠢ Ögödei Khaan, ᠣᠭᠡᠳᠡᠢ Ugedei Chan oder Ügedai Chan, war der dritte Sohn Dschingis Khans. Er regierte nach dem Tod seines Vaters als zweiter Khagan das Mongolenreich von 1229 bis 1241.

## Leben

### Als Khagan
Dschingis Khan hatte schon zu Lebzeiten (ca. 1218) nach einem Streit der Prinzen nicht seinen ältesten Sohn Dschötschi, sondern den mittelgeborenen Ögedei zu seinem Nachfolger bestimmt.
Ögedei wurde im Jahr 1229 zum Khagan gewählt und galt danach als ein verhältnismäßig menschlicher Herrscher, der mit dem Sturz der Jin-Dynastie in Nordchina gleichwohl seine Fähigkeiten als Feldherr unter Beweis stellte. Er führte die Armee, die 1231 den Huang He entlangzog, während sein Bruder Tolui und der Feldherr Subotai die Streitkräfte der Jurchen im Süden umgingen. Der Untergang der Jin-Dynastie im Jahr 1234 sicherte die Mongolenherrschaft in Nordchina ab.
Unter Ögedeis Regierung wurde ab 1235 Karakorum als Hauptstadt des Reiches ausgebaut. Unter Hinzuziehung von Beamten und Fachleuten der unterworfenen Länder (Yelü Chucai, Machmud Jalatwatsch und anderen) entstand eine Zivilverwaltung, die allerdings zum Teil  noch sehr willkürlich agierte. Insbesondere wurde die allgemeine Steuer im Mongolenreich eingeführt, bei der die umherziehenden Nomaden allerdings in geringerem Maße als die Sesshaften besteuert wurden.

### Eroberungen in Europa
1235 rief Ögedei Khan eine Reichsversammlung, den sogenannten Kuriltai ein, der einen großen Westfeldzug unter Führung von Batu Khan beschloss. Batu war ein Sohn Dschötschis, ein Enkel Dschingis Khans und Khagan der Goldenen Horde. Der Eroberungsfeldzug sollte in Europa später als Mongolensturm bezeichnet werden. In seinem Verlauf nahmen die Mongolen 1238 Wladimir und 1240 Kiew ein. Kurz darauf besiegten sie auch das polnische Heer und zerstörten anschließend Breslau. Am 9. April 1241 schlug ein Teil ihrer Truppen in der Schlacht bei Liegnitz in Schlesien ein deutsch-polnisches Ritterheer. Drei Tage später vernichtete ein anderes Kontingent das ungarische Heer in der Schlacht bei Muhi.

### Das Postsystem
Eine wichtige Machtgrundlage des Mongolenreiches war das Postsystem (Örtöö). Ögedei verfügte im ganzen Land die Einrichtung von Poststationen mit Verwaltern und Pferdeherden, damit seine Kuriere mit ihren zu überbringenden Erlassen und Botschaften stets bevorzugt mit Proviant und frischen Pferden versorgt werden konnten. Diese Versorgung war aufgrund der in relativ geringen Abständen angelegten Stationen unabhängig von der regionalen Besiedlungsdichte und Versorgungslage möglich. Mit dieser Infrastruktur konnten Nachrichten vom Hofe des Khans innerhalb von 7 bis 11 Tagen selbst in die entferntesten Winkel des riesigen mongolischen Reiches gelangen. Die oben genannten Kuriere des Khans besaßen zur Erkennung ein spezielles Siegel, das so genannte Païza.

### Persönlichkeit
Der Khagan war nach den Schilderungen bei Raschid ed Din und anderen extrem freigiebig, verschenkte häufig Goldbarren und milderte die Strenge seines älteren Bruders Tschagatei. Er wies auch seinen eigenen Sohn Güyük bei dessen Streit mit Batu hart zurecht. (Zitat aus der Geheimen Geschichte: „Man sagt von dir, du bist sehr grimmig. Glaubst du, das Volk der Orusut [i. e. der Russen] habe sich aus Angst vor deinem Grimm und Zorn unterwerfen lassen?“)  Allerdings war Ögedei ein Trinker, den seine Alkoholabhängigkeit wahrscheinlich schließlich auch umbrachte. Laut der Geheimen Geschichte der Mongolen sagte er: „Ich habe mich vom Traubenwein besiegen lassen.“

### Tod und Nachfolge
Ögedei Khan berief zwei Jahre vor seinem Tod einen Reichstag ein, um Rechenschaft über seine Regierungszeit abzulegen. Sein Tod am 11. Dezember 1241 führte auch zu dem für Europa überraschenden Abbruch der dortigen Eroberungen Batu Khans.
Sein Nachfolger wurde nach einer fünfjährigen Zwischenregentschaft seiner Frau Töregene Khatun sein ältester Sohn Güyük. Güyük Khan starb bereits 1248, zehn Tagesmärsche vor einer bewaffneten Auseinandersetzung mit seinem Rivalen Batu. Nach einer weiteren Zwischenregentschaft wurde im Jahr 1251 der Clan Ögedeis von Möngke Khan und Batu entmachtet.